# Lucjusz
Lucjusz, Łucjusz – imię męskie pochodzenia łacińskiego, należące do nielicznej grupy najstarszych imion rzymskich (imion właściwych, praenomen, por. Marek, Tyberiusz, Aulus, Maniusz, Gajusz, Kwintus, Publiusz, Tytus), oznaczające „urodzony o brzasku” (prima luce natus).
Żeńską formą tego imienia jest Łucja.
Lucjusz i Łucjusz imieniny obchodzą: 8 lutego, 11 lutego, 24 lutego, 4 marca i 3 grudnia.

## Osoby o tym imieniu
- Lucjusz I – papież w latach 253–254, święty
- Lucjusz II – papież
- Lucjusz III – papież
- Lucjusz Antoniusz – brat Marka Antoniusza, polityk rzymski
- Lucjusz Apulejusz – rzymski pisarz i filozof
- Lucjusz Cecyliusz Metellus Dalmatyński – polityk rzymski
- Lucjusz Cossonius Gallus – rzymski polityk i senator
- Lucjusz Cyrenejczyk – święty, biskup (wspomnienie 6 maja)
- Lucjusz Domicjusz Ahenobarbus – rzymski polityk
- Lucjusz Domicjusz Aurelian – cesarz rzymski w latach 270–275 n.e.
- Lucjusz Emiliusz Paulus – konsul i polityk rzymski
- Lucjusz Korneliusz Sulla – rzymski polityk, dowódca i dyktator
- Lucjusz Kwinkcjusz Cyncynat – rzymski konsul i dyktator
- Lucjusz Munacjusz Plankus – rzymski senator
- Lucjusz Witeliusz – prokonsul Syrii, cenzor i konsul rzymski
- Lucjusz Woluzjusz Saturninus – rzymski polityk
- Lucjusz z Chur – święty katolicki, ewangelizator Recji

Postacie fikcyjne
- Lucjusz Malfoy – jeden z bohaterów książek o Harrym Potterze autorstwa J.K. Rowling, śmierciożerca, mąż Narcyzy Malfoy (z domu Black), ojciec Dracona Malfoya, dziadek Scorpiusa Malfoya.